# Побуна балиста
Побуна балиста на Косову и Метохији је била побуна припадника организација Бали Комбетар против јединица НОВЈ која је почела крајем 1944. У побуни су учествовали Албанци који су мобилисани у партизанске јединице да се пошаљу на Сремски фронт. Побуњеници су бројали око 15.000 људи. За гушење побуне НОВЈ је била принуђена да употреби око 40.000 војника. Побуну је угушила Југословенска армија 21. фебруара 1945. године, када је у дреничком селу Трстеник опкољен и скоро уништен штаб побуњеника. Ипак, одређене групице балиста су наставиле да делују све до 1952. када је ликвидирана последња група.

## Сарадња Албанаца с окупатором у Другом светском рату
Албанци с Косова и Метохије масовно су се укључивали у све окупаторске војне и полицијске јединице и верно служили немачке и италијанске окупаторе, не само на Косову и Метохији, већ и у Албанији, Црној Гори, Македонији и другим крајевима где су владали окупатори. Народ у Албанији је по злу памтио Албанце са Косова и Метохије, који су као окупаторски војници (21. СС брдска дивизија Скендербег (1. албанска)) и балисти гушили устанак против окупатора.
Од друге половине 1943. године, јужно од Крушевца и Алексинца, ни у једном месту у Србији није се смела проговорити на улици нека ружна реч о Немцима, или нешто добацити у пролазу поред њих као до тада. Разлог је био у томе, да су се у немачким СС униформама кретали српским улицама и Албанци из Космета, старости између 25 и 30 година. Албанци су говорили српски и били немилосрдни непријатељи Срба. На улицама се никад није знало да ли је есесовац Немац или Албанац.
Поред њих у цивилу су се кретали и Албанци шпијуни, који су били у служби Немаца. За цело време Другог светског рата кретали су се Албанци у униформи и цивилу. На Косову и Метохији Албанци су узели масовно учешће у служби окупатору, као шпијуни или припадници војних формација, балисти, жандармерија или полиција.
Један део есесоваца и шпијуна је одступио с Немцима а многи од њих су остали после одступања и постали партизани. Све им је опроштено с образложењем да су заостали, необразовани и да су били угњетавани у трулој Југославији. Албанци који су били у партизанима су често вршили злочине над истим партизанима. За време окршаја са балистима, 23. децембра на такав начин је убијен Петар Слијепчевић, командант 4. чете 3. батаљона 5. Косовско-метохијске бригаде, ког је убио његов борац Албанац. На саслушању је потврђено да је био фашистички шпијун.
Много од ових немачких слуга су се нашли у албанским партизанима, које нису хтеле да иду на Сремски фронт, већ су се одметнуле и сручиле у Дреницу, после много злочина извршених за кратко време над Србима од Подујева до Дренице.

## Побуна балиста
С примицањем краја рата и очекивања одласка Немаца Албанци се реорганизују и врше припреме да Косово и Метохију присаједине Албанији. Друга призренска лига прогласила је општу мобилизацију с позивом на одбрану етничких граница.
Џафер Дева је пред само ослобођење Приштине послао у Италију професора Васиља Антона, с доста злата, да успостави везу с Британцима. Све је радио с одобрењем немачке обавештајне службе и са циљем да се не дозволи долазак партизана и нове народне власти на Космет. Децембра 1943. године долази до састанка првака МДСК с једним британским мајором у Ђаковици. На том састанку Британци су саветовали да се одмах у свим местима формирају чете, под руководством Ејупа Бињака, које би утицале на албанске масе да не одлазе у НОВЈ.
Други састанак са Британцима одржан је у фебруару 1944. године. На овом састанку Британци су саветовали албанским агентима да не ступају у никакав контакт, нити да сарађују с партизанима. Британци су обећали велику помоћ и тврдили да ће се искрцати у Албанији.
Трећи састанак с Британцима одржан је у селу Ђиновце. На том састанку је решено да Ђазим Блаца формира чете и одмах отпочне с акцијама. С њим је у сталној вези био британски агент Мегди Елези, официр албанске војске. Ослобођење Косова и Метохије помрсило им је ове планове.
Побуна је почела 2. децембра 1944. кад су балисти напали Урошевац и завршила се 21. фебруара 1945. године кад је у селу Трстенику у Дреници опкољен и готово уништен штаб побуњеника. У јединицама балиста су учествовали и (бивши) припадници дивизије СС Скендербег. У фебруару 1945. године један заробљени Албанац-балиста на саслушању у штабу Пете косовско-метохијске бригаде изјавио је да су се у балистичком штабу у Дреници налазили и руководили операцијама немачки и савезнички официри, обучени у албанска одела. Немачке официре је њихова команда оставила као војну помоћ балистима. Савезнички официри су дошли тајним путевима из Албаније.

## Шиптари-партизани у Дреници
У партизанским косовско-метохијским бригадама било је много Шиптара. Већина су били добри борци, али је било много и оних који су издали и прешли на страну балиста, убијајући претходно Србе партизане у својим јединицама. Партизанска стража у селу Ново Пољанце, састављена искључиво од Шиптара 30. јануара 1945. заробила је на превару писара и референта санитета 3. батаљона 5. Косовско-метохијске ударне бригаде. Одржано им је суђење (судије Шабан Полужа и Мехмед Градина), где су осуђени на смрт. Срећом нису стрељани, јер их је Осман Зорић, из села Дашевци, склонио у току борбе и увео у одају где си боравиле жене. У јеку најжешћих борби у Дреници, ноћу између 30. и 31. јануара 1945. године, 4. омладински батаљон 1. Косовско-метохијске ударне бригаде, састављен искључиво од Шиптара, дезертирао је из рејона села Доње Преказе и кренуо у правцу села Дешевци. Тамо су се налазиле главне снаге балиста, чији командант батаљона је био Јусуф Ибрахими, а комесар Раиф Халими. Претходно су убили тројицу јединих Срба у батаљону (заменика комесара, интенданта и партијског руководилаца батаљона). Силовали су, а затим убили једну партизанку која је била Српкиња.
У селу Горње Преказе налазила се сеоска партизанска стража састављена од Шиптара. У току борбе 1. фебруара 1945. године поменута стража разоружала је на превару једно одељење 3. чете 4. батаљона 5. Косовско-метохијске бригаде. Затим су приступили мучењу разоружаних бораца. Поубијали су их све осим једног који је успео да побегне.